# Carl Wilhelm Lüders
Carl Wilhelm Lüders (* 16. Februar 1834 in Osterwieck, Kreis Halberstadt; † vermutlich im 20. Jahrhundert in Hannover) war ein deutscher Lithograf und selbständiger Drucker in Hannover.

## Leben
Carl Wilhelm Lüders wurde am 16. Februar 1834 in der kleinen Stadt Osterwieck geboren. Seine Eltern waren der Glasermeister Carl Lüders und dessen Ehefrau Caroline geb. Knabe. 
Lüders betrieb ab 1861 in der Residenzstadt Hannover „zusammen mit Victor Salomon“ eine Druckerei mit angeschlossener „Lithografischer Anstalt“. Am 27. Januar 1861 heiratete er in der St.-Sylvestri-Kirche in Wernigerode die gleichaltrige Anna Auguste Salomon, eine Tochter des dortigen „Königlichen Kreisgerichtsraths a. D.“ Hans Moritz Salomon und dessen Ehefrau Henriette geb. Schneider. Im Heiratsregistereintrag wird Lüders’ Beruf mit „Steindruckerei-Besitzer in Hannover“ angegeben. Sein oben erwähnter Geschäftspartner (Hans) Victor Salomon (* 1. Mai 1833 im Schloss Wernigerode) war der ältere Bruder seiner Ehefrau. Dieser heiratete 1877 die Hannoveranerin Luise Schwägermann.
Salomon & Lüders wirkten als Verleger, Lithographen und Drucker. Das Adressbuch des deutschen Grosshandels und Fabrikstandes für das Jahr 1867 führte sie zudem als Inhaber bzw. Eigentümer einer Cartonnagefabrik auf.
Nachdem seine erste Ehefrau nach nur fünf Ehejahren bereits im April 1866 jung verstorben war, schloss Carl Wilhelm Lüders im November 1866 in Hannover eine zweite Ehe mit der Apothekerstochter Jeanette Christiane Ehrenberg (* 1834). Aus dieser Ehe gingen mindestens zwei Töchter und zwei Söhne hervor; zwei der Kinder starben im Säuglingsalter.
Die Familie wohnte im Jahr 1868 im Haus Andertensche Wiese 34 in Hannover; dort wohnten ebenfalls Victor Salomon und dessen Vater (Eltern).
Wann Carl Wilhelm Lüders starb, ist nicht dokumentiert. Sein Unternehmen bestand bis in die Zeit des Deutschen Kaiserreichs 1906 in Hannover fort.

## Werk
Aus dem Jahr 1861 ist ein „Souvenirblatt“ mit acht Teilansichten von Wernigerode, gruppiert um eine Gesamtansicht, erhalten.
1862, ein Jahr nach der Aufstellung des Ernst-August-Denkmals, schuf Lüders eine einfarbige Lithografie des Ernst-August-Platzes vor dem noch von Georg Ludwig Friedrich Laves erbauten (Haupt-)Bahnhof Hannovers. Eine farbige Lithografie mit dem Titel Ernst August, Kronprinz von Hannover mit der Angabe Verlag, Lith. u. Druck v. Victor Salomon & Lüders in Hannover und dem Zusatz „Ihrer Majestät der Königin unterthänigst gewidmet von den Verlegern“, ist über das virtuelle museum-digital abrufbar. In der Zeit seines Aufenthaltes in Hannover schuf Lüders zugleich ein „Sammelbild“ mit Ansichten der Stadt Meppen.

## Bekannte Werke (unvollständig)
- 1862: Der Ernst-August-Platz, einfarbige Lithografie des mit Spaziergängern belebten Architektur- und Schmuckplatzes, darunter Damen in Krinolinen.[3]
- 1863: Lithografie von C. Lüders: Vergnügungslokal Tivoli, Druck: Salomon & Lüders (Link zum Bild).
- Flurkarte Natbergen, Kr. Osnabrück. Karte der Feldmark vor und nach der Verkoppelung im Jahre 1363 u. 1364.
- um 1865: Lithografisches Sammelbild mit 14 Ansichten von Meppen.[2]
- um 1870: Farblithografie Die neuen Casernen am Welfenplatz zu Hannover (Link zum Bild).